# Vespa pteropoda
Vespa pteropoda är en getingart som beskrevs av Giovanni Antonio Scopoli 1772. Vespa pteropoda ingår i släktet bålgetingar, och familjen getingar. Inga underarter finns listade i Catalogue of Life.